# فلورا وامباو پترسون
فلورا وامباو پترسون (انگلیسی: Flora Wambaugh Patterson؛ ۱۵ سپتامبر ۱۸۴۷ – ۵ فوریه ۱۹۲۸) یکی از پیشگامان علوم گیاهی در آمریکا بود که به عنوان نخستین گیاه‌پزشک زن در وزارت کشاورزی ایالات متحده مشغول به کار شد. او به مدت نزدیک به سه دهه مسئولیت مجموعه ملی قارچ‌شناسی آمریکا را بر عهده داشت و با افزودن بیش از ۹۰ هزار نمونه قارچ، این مجموعه را به بزرگ‌ترین کلکسیون قارچ‌شناسی جهان تبدیل کرد.

## زندگی شخصی و تحصیلات
فلورا وامبو در کلمبوس اوهایو متولد شد. پدرش کشیش متدیست و مادرش سارا سلز وامبو بود. او از کودکی به مطالعه قارچ‌ها به عنوان یک سرگرمی علمی علاقه داشت. در سال ۱۸۶۵ و در سن ۱۸ سالگی، موفق به دریافت مدرک کارشناسی از کالج آنتیوک در اوهایو شد. او در سال ۱۸۶۹ با کاپیتان ادوین پترسون ازدواج کرد و دو فرزند داشت. هنگامی که همسرش در انفجار یک کشتی بخار به شدت مجروح شد، پترسون به مدت ۱۰ سال از او مراقبت کرد تا زمانی که درگذشت و او را به تنهایی مسئول تأمین معاش دو پسرش گذاشت.
پترسون در ۴۲ سالگی موفق به دریافت مدرک کارشناسی ارشد از کالج زنان وسلیان اوهایو شد. پس از مرگ همسرش، تحصیلات خود را در دانشگاه آیووا ادامه داد، جایی که برادرش استاد بود. او در سال ۱۸۹۲ یا ۱۸۹۳ برای ادامه تحصیل در دانشگاه ییل اقدام کرد، اما به دلیل سیاست عدم پذیرش زنان در این دانشگاه (که تا سال ۱۹۶۹ ادامه داشت)، درخواستش رد شد. با این حال، او مسیر علمی خود را رها نکرد و به کمبریج ماساچوست نقل مکان کرد و در کالج رادکلیف (مؤسسه آموزش عالی خواهر دانشگاه هاروارد مخصوص زنان) به تحصیل پرداخت. در طول سه سال بعد، او همزمان با شرکت در کلاس‌ها، در هرباریوم گری دانشگاه هاروارد مشغول به کار شد و با تهیه و مطالعه نمونه‌های قارچی، تخصص خود را در زمینه قارچ‌شناسی گسترش داد.

## دستاوردهای حرفه‌ای
پترسون در سال ۱۸۹۵ به عنوان گیاه‌پزشک در وزارت کشاورزی ایالات متحده استخدام شد و مسئولیت مجموعه ملی قارچ‌شناسی را بر عهده گرفت. در طول دوران فعالیت حرفه‌ای خود مجموعه قارچ‌شناسی ملی آمریکا را شش برابر گسترش داد، بیش از ۹۰ هزار نمونه قارچ به این مجموعه اضافه کرد، چندین گونه قارچ بیماری‌زای گیاهی را شناسایی کرد که تهدید جدی برای محصولات کشاورزی محسوب می‌شدند و پایه‌های علمی لازم برای تصویب قوانین فدرالی جهت پیشگیری از ورود بیماری‌های قارچی جدید به خاک آمریکا را فراهم آورد. اگرچه امروزه روش‌های مدرن کشاورزی می‌توانند بسیاری از این تهدیدات را کنترل کنند، اما قارچ‌های بیماری‌زا همچنان توانایی نابودی محصولات کشاورزی و ایجاد پیامدهای فاجعه‌بار را دارند. کارهای پترسون مبنای علمی مهمی برای مقابله با این تهدیدات فراهم آورد.

## میراث علمی
فلورا پترسون نه تنها به عنوان اولین زن گیاه‌پزشک در وزارت کشاورزی آمریکا، بلکه به عنوان یکی از پیشگامان قارچ‌شناسی کاربردی شناخته می‌شود. تلاش‌های او در توسعه مجموعه ملی قارچ‌شناسی آمریکا، این مجموعه را به یکی از ارزشمندترین منابع علمی در زمینه بیماری‌های گیاهی تبدیل کرد که تا امروز نیز مورد استفاده محققان قرار می‌گیرد. پترسون نمونه بارزی از یک زن دانشمند است که علی‌رغم تمام محدودیت‌های اجتماعی و شخصی، مسیر خود را در علم گشود و تأثیر ماندگاری بر کشاورزی مدرن گذاشت.
در سال ۱۸۹۵، پترسون ۴۸ ساله در آزمون خدمات مدنی شرکت کرد و به عنوان گیاه‌پزشک در وزارت کشاورزی ایالات متحده (USDA) مشغول به کار شد. بوری تی. گالووی، پترسون را همزمان با فرانکلین سامنر ارل استخدام کرد. در طول نزدیک به سی سال خدمت در USDA، پترسون اندازه مجموعه ملی قارچ‌شناسی آمریکا را تقریباً شش برابر افزایش داد - از ۱۹٬۰۰۰ نمونه به ۱۱۵٬۰۰۰ نمونه مرجع - و آن را به بزرگ‌ترین مجموعه از این نوع در جهان تبدیل کرد. او عنوان «قارچ‌شناس ارشد مجموعه‌های قارچ‌شناسی و بیماری‌شناسی» را کسب کرد و این سمت را تا زمان بازنشستگی خود در سال ۱۹۲۳ حفظ نمود.